# Persia (Schiff, 1900)
Die Persia war ein 1900 in Dienst gestelltes Passagierschiff der britischen Reederei Peninsular and Oriental Steam Navigation Company (P&O), das Passagiere, Fracht und Post von Großbritannien nach Indien beförderte. Sie war zu ihrer Zeit einer der größten und luxuriösesten Ozeandampfer der P&O-Flotte.
Die Persia wurde am 30. Dezember 1915 im Mittelmeer von dem deutschen U-Boot U 38 ohne Vorwarnung torpediert und versenkt, wobei 343 Passagiere und Mannschaftsmitglieder ums Leben kamen, darunter viele Frauen und Kinder. Der Persia-Zwischenfall markiert nach der Versenkung der Lusitania am 7. Mai 1915 (1.198 Tote) und der Leinster am 10. Oktober 1918 (501 Tote) einen der größten Verluste von Menschenleben bei der Versenkung eines zivilen Handelsschiffes durch ein deutsches U-Boot im Ersten Weltkrieg. Sie war das erste Schiff, das die Reederei P&O im Ersten Weltkrieg verlor.

## Das Schiff
Das 7.974 BRT große Dampfschiff Persia wurde auf der Werft Caird & Company in der schottischen Hafenstadt Greenock gebaut und lief am 13. August 1900 vom Stapel. Die Fertigstellung erfolgte am 20. Oktober 1900. Das 152,3 Meter lange und 16,5 Meter breite Schiff war das zuletzt fertiggestellte in einem Quintett von Schwesterschiffen, das P&O für ihren Passagier- und Frachtverkehr nach Asien in Auftrag gab. Die anderen waren die China (1896), die India (1896), die Egypt (1897) und die Arabia (1898). Da sie auf ihren Überfahrten regelmäßig große Mengen an Gold, Juwelen und anderen Edelmetallen transportierte, bekam sie den inoffiziellen Beinamen „Gold Ships of the Empire“ (Goldschiffe des Königreichs).
Die Passagierunterkünfte waren für 314 Passagiere der Ersten und 212 Passagiere der Zweiten Klasse ausgelegt. Der Passagier- und Frachtdampfer bediente für P&O die Route London–Bombay via Mittelmeer, Sueskanal, Rotes Meer und Indischer Ozean. Die Persia vollendete mehr als 70 Überfahrten auf dieser Strecke, die allgemein „Empire Run“ genannt wurde. Das Schiff hatte zwei Schornsteine, zwei Masten  und konnte eine Höchstgeschwindigkeit von 18 Knoten erreichen.

## Die letzte Fahrt

### Abfahrt
Am Sonnabend, dem 18. Dezember 1915 legte die Persia unter dem Kommando des 57-jährigen Commander William Henry Selby-Hall von der Royal Naval Reserve (RNR) mit etwa 560 Menschen an Bord von Tilbury bei London ab. Der größte Teil der Passagiere waren Briten, doch waren auch viele Perser und Inder an Bord, die sich auf dem Heimweg befanden. Aufgrund des Krieges befanden sich zahlreiche britische Militärangehörige zum Teil mit Familie und Angestellten wie Kinder- und Dienstmädchen an Bord, die auf dem Weg zu ihren Dienststellen in Indien waren. Aber auch Geschäftsreisende, Urlauber, Missionare und Soldatenfrauen standen auf der Passagierliste, unter anderem eine fünfköpfige Gruppe belgischer Nonnen auf dem Weg zurück in ihren Konvent in Karachi und eine Gruppe von Mitarbeitern des indischen Maharadschas Jagatjit Singh von Kapurthala. Zur Ladung zählten auch Gold und Juwelen des Maharajas.
Unter den Passagieren an Bord waren unter anderem:
- Colonel Charles Clive Bigham, britischer Anwalt und Regierungsbeamter, Sohn von John Bigham, 1. Viscount Mersey (überlebte)
- John Douglas-Scott-Montagu, 2. Baron Montagu of Beaulieu, britischer Adeliger, konservativer Politiker, Gründer der Zeitschrift The Car Illustrated Magazine, Berater des Mechanical Transport Service (überlebte)
- Eleanor Thornton, britische Society-Angehörige, Sekretärin und Geliebte von Lord Beaulieu, stand Modell für die „Spirit of Ecstasy“ von Rolls-Royce (kam ums Leben)
- Inder Singh, Berater des Maharajas von Kapurthala (kam ums Leben)
- Robert N. McNeely, amerikanischer Senator, designierter Konsul von Aden (kam ums Leben)
- Walter E. Smith, britischer Parlamentsabgeordneter (überlebte)
- Dr. Elizabeth Stephens Impey, britische Ärztin; designierte Leiterin des Lady Dufferin Hospital in Lahore (Pakistan) (kam ums Leben)
- Thomas Burns, schottischer Unternehmer, Eigentümer und Betreiber von Minen in Kalkutta (kam ums Leben)
- Helen Codrington, Ehefrau von Lieut. Colonel Harry de Burgh Codrington, Mitglied des Versorgungsunternehmens Indian Supply & Transport Corps. (kam ums Leben)
- Lieut. John Elmsley Bourchier Torkington, Offizier in der British Indian Army (kam ums Leben)
- Frank Morris Coleman, Mitbegründer von Bennett, Coleman & Co. Ltd. (The Times Group) (kam ums Leben)
- Rev. Homer Russell Salisbury, Verwalter und Superintendent der Siebenten-Tags-Adventisten in Indien (kam ums Leben)
- Benvenuto Maffesanti, italienischer Eigentümer der Kolar Gold Fields-Gold- und Bleiminen in Karnataka, Indien (überlebte)
- Gladys Macdonald, Tochter von James Middleton Macdonald, 1887 bis 1890 Pfarrer der University of Oxford (kam ums Leben; war auf dem Weg zu ihrer Hochzeit gewesen)
- Frederick Featherstone Pickard, von 1886 bis 1911 Leitender Ingenieur der Royal Indian Navy (kam ums Leben)

Den Passagieren war die Gefahr, auf hoher See von einem U-Boot angegriffen zu werden, bewusst, da im Verlauf des U-Boot-Kriegs bereits mehrere unbewaffnete britische Handelsschiffe versenkt worden waren. Besonders die Versenkung der Lusitania sieben Monate zuvor war noch allen im Gedächtnis. Die Persia umrundete die Iberische Halbinsel und erreichte ihren ersten Anlaufhafen, Gibraltar, am 22. Dezember. 36 Passagiere schifften sich aus; andere kamen an Bord. Das nächste Ziel war Marseille an der Côte d’Azur, wo die Persia am 26. Dezember einlief. Die Insel Malta wurde am 28. Dezember erreicht. Hier lag die Persia mehrere Stunden vor Anker, was viele Passagiere für einen spontanen Strandaufenthalt nutzten. Der nächste Stopp der Reise sollte Port Said in Ägypten sein. Von dort sollte das Schiff durch den Sueskanal, das Rote Meer und den Indischen Ozean nach Indien reisen und dort die Häfen Bombay und Karachi anlaufen. Das Schiff hatte neben der Besatzung 184 Passagiere, 3166 Tonnen Fracht und 1577 Tonnen Post an Bord.

### Versenkung
Am Donnerstagmorgen, dem 30. Dezember 1915 befand sich die Persia 71 Meilen südlich des Kaps Martello vor der Insel Kreta mit Kurs auf Ägypten. Das Schiff war für die Feiertage festlich geschmückt worden, in den Speisesälen standen große Weihnachtsbäume. Es hatte während der Fahrt zwei Seenotrettungsübungen mit Rettungsbooten gegeben, zudem waren alle Passagiere und Besatzungsmitglieder informiert worden, bei welchem Boot sie sich im Notfall einzufinden hatten. Dies war ein direktes Resultat aus der Lusitania-Katastrophe, wo aufgrund fehlender Notfallübungen die Evakuierung des schnell sinkenden Liners in einem Desaster geendet hatte.

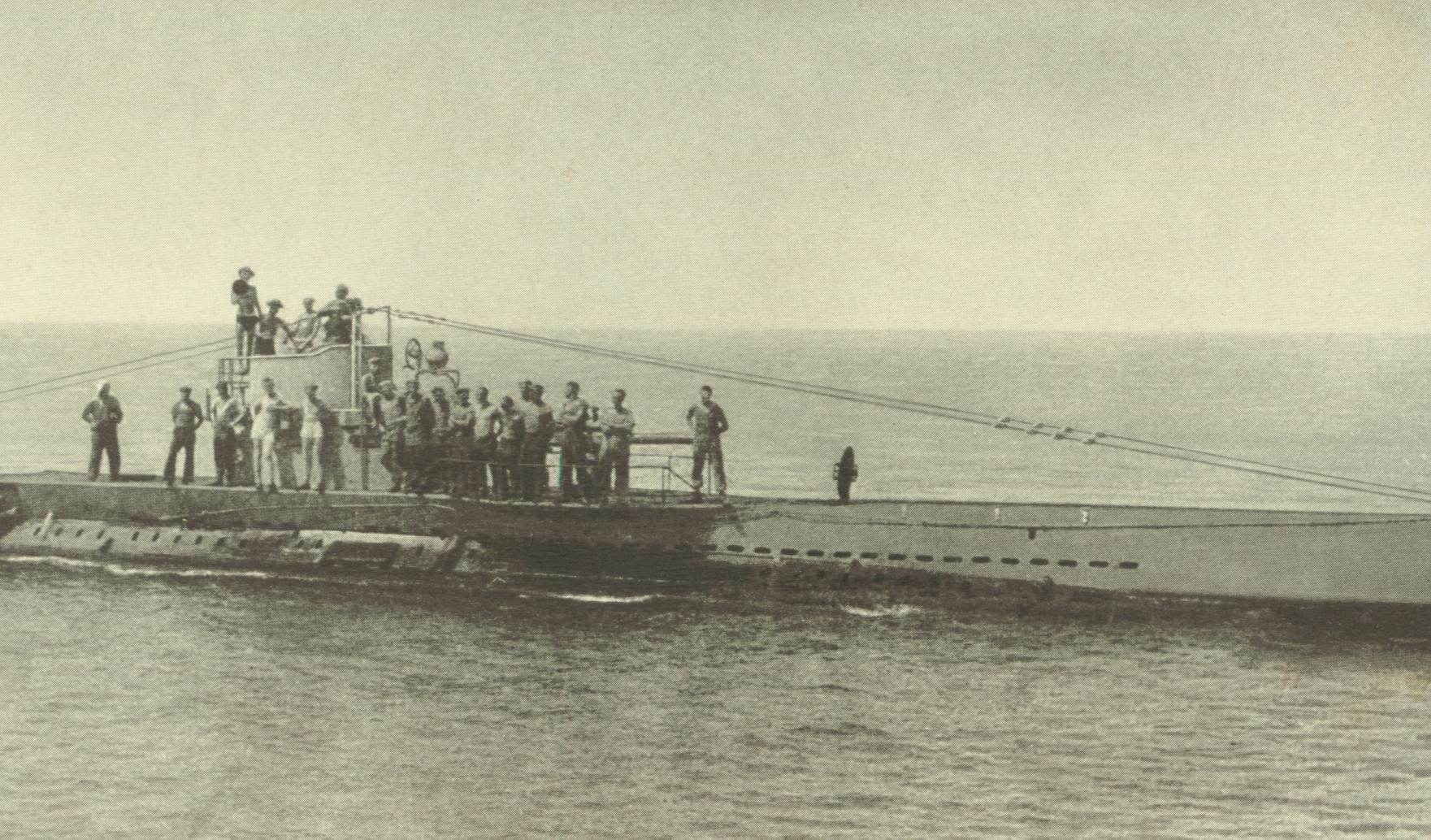
Die Persia wurde von dem U-Boot U 38 versenkt.

Um 11.50 Uhr Ortszeit sichtete Kapitänleutnant Max Valentiner an Bord des deutschen U-Bootes U 38 durch sein Periskop die Schornsteine und Masten der Persia, die ihn backbords passierte. Valentiner beobachtete den Dampfer eine Weile und konnte Geschütze an Deck erkennen. Die Menschen an Deck hielt er daher für Soldaten, was ihm als Rechtfertigung zur Torpedierung ohne Vorwarnung genügte. Er gab den Befehl zum Angriff.
An Bord der Persia saßen die Passagiere gerade beim Mittagessen, als um 13.05 Uhr der Torpedo von U 38 an Backbord in den Maschinenraum des Dampfers einschlug und eine heftige Explosion verursachte. Das Schiff wurde bei voller Geschwindigkeit von 18 Knoten getroffen. Die Wucht der Detonation war so stark, dass in den Speisesälen das Geschirr von den Tischen rutschte. Die Weihnachtsbäume kippten um und stürzten auf die Passagiere, die sich erhoben und an Deck liefen. Allen war klar, was passiert war; das Bootsdeck war nach wenigen Augenblicken voller Menschen. Die Persia, die während des Untergangs immer noch Fahrt machte, neigte sich nach Backbord und sank so schnell, dass die meisten Passagiere keine Möglichkeit hatten, ein Rettungsboot zu besteigen. Die meisten rutschten aufgrund der Schlagseite ins Wasser, sprangen oder wurden durch Wellengang vom Bootsdeck gespült. Das Schiff hob sein Heck hoch aus dem Wasser und glitt dann mit zunehmender Geschwindigkeit unter die Oberfläche. Fünf Minuten nach dem Angriff war es verschwunden und hinterließ ein breites Feld von Trümmern, Deckstühlen und Schwimmern.
In der kurzen Zeit hatten nur vier Rettungsboote ordnungsgemäß bemannt und abgefiert werden können; eines war danach gekentert und trieb kieloben im Wasser. Augenzeugenberichten zufolge wurden mehrere vollbesetzte Boote, die noch an den Davits hingen, mit in die Tiefe gerissen, als der Dampfer unterging. Die drei schwimmfähigen Boote wurden zusammengebunden und am Abend des 31. Dezember von der britischen Sloop Mallow aufgenommen, die die Überlebenden nach Alexandria brachte. Das gekenterte Boot, an dessen Kiel sich elf Überlebende klammerten, trieb weit ab und wurde erst am 1. Januar 1916 gefunden. Die Geretteten wurden nach Malta befördert.
Von den 519 Menschen an Bord überlebten 175 (99 Besatzungsmitglieder und 76 Passagiere, darunter fünfzehn Frauen). Nur zwei der neunzehn Kinder überlebten das Unglück. 343 Menschen starben, darunter Kapitän Selby-Hall und der Großteil der Frauen und Kinder an Bord. Die Versenkung der Persia gilt als einer der größten Verluste von Menschenleben durch die Versenkung eines zivilen Schiffs im Seekrieg des Ersten Weltkriegs. Die Versenkung löste heftige internationale Reaktionen unter Politikern, Medien und der Bevölkerung aus, da die Persia als unbewaffnetes Handelsschiff ohne Vorwarnung angegriffen worden war.

## Entdeckung des Wracks
Das Wrack der Persia galt 88 Jahre lang als verschollen und wurde erst im Sommer 2003 vom britischen Forscherehepaar Alec und Moya Crawford vom schottischen Bergungsunternehmen Deep Tek Ltd. gefunden. Es befindet sich in einem relativ guten Zustand und liegt in fast 3000 Metern Tiefe aufrecht auf dem Meeresboden (33° 58′ 16,9″ N, 25° 58′ 17,8″ O). Die Schornsteine sind abgebrochen, ansonsten ist es fast intakt. Die begehrte Gold- und Diamantenfracht des Maharadschas, die die Crawfords hatten finden wollen, ist bis heute unentdeckt geblieben.